# Soto de Viñuelas
Soto de Viñuelas este o arie protejată (arie de protecție specială avifaunistică — SPA) din Spania întinsă pe o suprafață de 3.071,9 ha, integral pe uscat.

## Localizare
Centrul sitului Soto de Viñuelas este situat la coordonatele 40°36′34″N 3°38′43″W / 40.6094°N 3.6453°V.

## Înființare
Situl Soto de Viñuelas a fost declarat arie de protecție specială avifaunistică în februarie 1988 pentru a proteja 9 specii de animale.

## Biodiversitate
Situată în ecoregiunea mediteraneană, aria protejată nu include niciun habitat protejat.
La baza desemnării sitului se află mai multe specii protejate de  păsări (9): vulturul negru (Aegypius monachus), Aquila adalberti, buha (Bubo bubo), acvilă pitică (Hieraaetus pennatus), piciorong (Himantopus himantopus), ciocârlie de pădure (Lullula arborea), gaia neagră (Milvus migrans), gaia roșie (Milvus milvus), silvie de tufiș (Sylvia undata)
Pe lângă speciile protejate, pe teritoriul sitului au mai fost identificate 25 de specii de păsări, 2 specii de amfibieni, 2 specii de mamifere.